# Пулитцеровская премия 2020 года

Пу́литцеровская пре́мия 2020 го́да вручалась за работы и материалы, опубликованные в 2019 году. Помимо традиционных 14 номинаций в журналистике, в 2020 году ввели экспериментальную номинацию «За аудиорепортаж», что отразило изменения в профессиональной среде и возрождение формата.
Первоначальный отбор финалистов состоялся в феврале 2020 года, ещё до объявления режима самоизоляции в Соединённых Штатах из-за коронавируса COVID-19. По словам администратора премии Даны Кенеди, пандемия не вызвала проблем у премии. Но через месяц попечительский совет решил отложить церемонию объявления финалистов со второй половины апреля на 4 мая, чтобы позволить членам жюри — практикующим журналистам — сосредоточиться на освещении пандемии коронавируса. Двухнедельная задержка также предоставила им дополнительное время для тщательной оценки работ финалистов. При этом праздничный обед, традиционно организуемый Колумбийским университетом по случаю объявления лауреатов, решили перенести на осень.

## Номинанты и лауреаты

### Журналистика
| Пулитцеровская премия за служение обществу |
| --- |
| Редакция Anchorage Daily News и ProPublica за увлекательную серию материалов, которая показала, что треть деревень Аляски не обеспечена полицейской защитой, а также взяла на себя полномочия обвинить власти в десятилетиях пренебрежения, позволила привлечь финансирование и спровоцировала изменения в законодательстве. |
| Редакция New York Times за репортажи, раскрывающие масштабы войны политиков администрации Дональда Трампа с научной сферой. |
| Редакция Washington Post за снабжённый данными репортаж об эпидемии опиоидных наркотиков в США. |

| Пулитцеровская премия за освещение экстренных новостей |
| --- |
| Редакция Courier-Journal за своевременное освещение сотен помилований, совершённых в последнюю минуту губернатором Кентукки. Работа журналистов продемонстрировала непрозрачность системы, расовое неравенство и нарушения правовых норм (перемещено жюри из номинации «За освещение местных новостей»). |
| Редакция Los Angeles Times за репортажи о пожаре на катере Conception, повлёкшем смерть 34 человек. |
| Редакция Washington Post за освещение массовых расстрелов в Эль-Пасо (Техас) и Дейтоне (Огайо). |

| Пулитцеровская премия за журналистское расследование |
| --- |
| Брайан М. Розенталь из New York Times за расследование работы системы Нью-йоркского такси, которое показало, как кредиторы извлекают выгоду из грабительских займов, разрушавших жизнь слабозащищённых водителей. Репортажи привели к федеральным расследованиям и масштабным реформам. |
| Джей Хэнкок и Элизабет Лукас из Wall Street Journal за разоблачение хищнической системы сбора средств с пациентов системой здравоохранения Университета Виргинии. |
| Редакция Wall Street Journal за расследование системы сторонних продавцов Amazon. |

| Пулитцеровская премия за аналитическое расследование                                                                                                 |
| --- |
| Сотрудники Washington Post за серию новаторских статей, которая с научной точностью продемонстрировала последствия повышения температуры на планете. |
| Розанна Ся, Света Каннан и Терри Каслман из Los Angeles Times за серию статей о влиянии изменений климата на жизнь людей в Калифорнии.               |
| Сотрудники Центра журналистских расследований из Reveal за статьи о производственных травмах работников складов Amazon.                              |

| Пулитцеровская премия за освещение местных новостей |
| --- |
| Редакция Baltimore Sun за впечатляющие, значимые репортажи о нераскрытых коррупционных отношениях между мэром и системой государственных больниц, которые политик помогал курировать. |
| Питер Смит, Стефани Страсбург, Шелли Брэдбери из Pittsburgh Post-Gazette за описания случаев сексуального насилия в общинах амишей и меннонитов.                                      |
| Сотрудники Boston Globe за статью о влиянии социального неравенства на жизнь выдающихся школьников города.                                                                            |

| Пулитцеровская премия за национальный репортаж |
| --- |
| Доминик Гейтс, Стив Милетич, Льюис Кэмб из The Seattle Times за значимые статьи, которые выявили недостатки в конструкции Boeing 737 MAX, повлёкшие две смертельные аварии. Статьи помогли также выявить недостатки системы правительственного контроля. |
| Т. Кристиан Миллер, Меган Роуз, Роберт Фатерчи из ProPublica за расследование в отношении седьмого военно-морского флота США после серии смертельных происшествий на кораблях в Тихом океане.                                                            |
| Редакция Wall Street Journal за статьи о халатности в обновлении коммунальных систем в Калифорнии, которое стало одной из причин лесных пожаров. |

| Пулитцеровская премия за международный репортаж                                                                  |
| --- |
| Редакция New York Times за серию захватывающих историй, смело разоблачающих хищничества режима Владимира Путина. |
| Редакция Reuters за освещение гонконгских акций протеста.                                                        |
| Редакция New York Times за статьи об усилиях властей Китая по подавлению уйгурских мусульман.                    |

| Пулитцеровская премия за очерк |
| --- |
| Бен Тауб из The New Yorker за разгромный отчёт о более чем десятилетии жизни человека, который был похищен, подвергнут пыткам и заточён в тюрьме в Гуантанамо. Повествование смешивает репортажи с места событий и лирическую прозу, чтобы продемонстрировать в нюансах перспективный взгляд на войну США с терроризмом (внесено на рассмотрение членами Совета премии). |
| Независимый репортёр Хлоя Купер Джонс для The Verge за историю о человеке, который снимал смерть Эрика Гарнера и последовавшее возмездие полиции Нью-Йорка. |
| Эллен Барри из New York Times за статью о члене самопровозглашённой королевской семьи Индии. |
| Нестор Рамос из Boston Globe за статью о последствиях изменения климата для Кейп-Код. |

| Пулитцеровская премия за комментарий |
| --- |
| Николь Ханна-Джонс из New York Times за подробное, глубокое освещение и личные эссе для беспрецедентного Проекта 1619, который преподносит порабощение африканцев как центральную веху в истории США, побуждая к общественной дискуссии об основании и развитии нации. |
| Салли Дженкинс из Washington Post за колонку о равенстве и объективности в спорте. |
| Стив Лопес Los Angeles Times за колонку о растущей бездомности в Лос-Анджелесе. |

| Пулитцеровская премия за критику |
| --- |
| Кристофер Найт из Los Angeles Times за работу, демонстрирующую экстраординарную общественную работу критика, применение его опыта и предприимчивости для критики предлагаемого капитального ремонта Музея искусств округа Лос-Анджелес и его влияния на миссию учреждения. |
| Джастин Дэвидсон из New York Magazine за обзоры архитектуры, включая критику Хадсон Ярдс. |
| Сорая Надя Макдональд из The Undefeated за эссе в сфере театра и кино о взаимодействии искусства и расовых вопросов. |

| Пулитцеровская премия за редакционные карикатуры |
| --- |
| Барри Блитт из New Yorker за работу, высмеивающую деятелей и политиков Белого дома Дональда Трампа, в обманчиво приторном акварельном стиле c, казалось бы, нежными карикатурами. (Добавлено к участию Советом премии). |
| Внештатный мультипликатор Кевин Каллахер за карикатуры о национальной и международной политике. |
| Внештатный мультипликатор Лало Алькарас за карикатуры о местных и национальных проблемах. |
| Мэтт Борс из The Nib за изображения лицемерия президентства Дональда Трампа и слепых зонах в позиции умеренных демократов.                                                                                              |

| Пулитцеровская премия за новостную фотографию |
| --- |
| Фоторедакция Reuters за разнообразные и яркие фотографии Гонконга во время митингов жителей против нарушения их гражданских свобод и в защиту автономии региона от правительства материкового Китая. |
| Дэу Налио Чери, Ребекка Блэквелл, Associated Press за освещение изображения линчеваний, убийств и нарушений прав человека на Гаити.                                                                  |
| Том Фокс из Dallas Morning News за фотографии стрельбы возле здания городского суда. |

| Пулитцеровская премия за художественную фотографию |
| --- |
| Чанни Ананд, Мухтар Хан и Дар Ясин из Associated Press за поразительные снимки жизни на оспариваемой территории Кашмира после того, как правительство Индии аннулировало особый правовой статус региона и отключило связь. |
| Эрин Кларк из Boston Globe за фотографии семьи из штата Мэн, борющейся с бедностью. |
| Внештатный фотограф Мэри Ф. Калверт за снимки мужчин, столкнувшихся с сексуальным насилием в армии США. |

| Пулитцеровская премия за аудиорепортаж |
| --- |
| Сотрудники This American Life совместно с Молли О'Тул из Los Angeles Times и Эмили Грин за проект «Из толпы» — откровенную и глубокую журналистскую работу, освещающую влияние политики администрации Дональда Трампа «Остаться в Мексике». |
| Эндрю Бек Грейс, Чип Брантли, Грэм Смит, Роберт Литтл и Николь Бимстербер из National Public Radio. |
| Найджел Пур, Эрлонн Вудс и Рахсаан Томас за Ear Hustle — неизменно удивительный и прекрасно созданный сериал о жизни за решёткой, созданный заключенными из государственной тюрьмы Сан-Квентина.                                            |